# La Comunidad, delstaten Mexiko
La Comunidad är en ort i Mexiko, tillhörande kommunen Jilotepec i den västra delen av delstaten Mexiko. Orten hade 2 589 invånare vid folkräkningen 2010.